# 10-я пехотная дивизия (Великая армия)

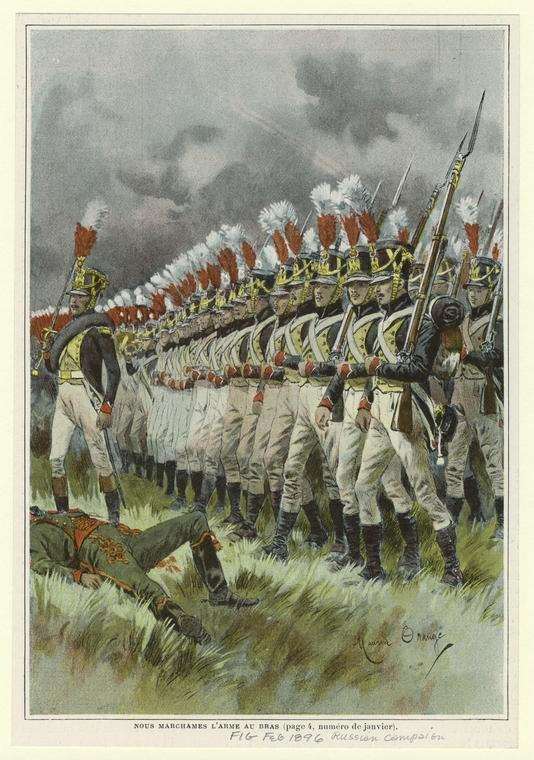
Французы атакуют. Русская кампания 1812 года. Рисунок 1896 года.

10-я пехотная дивизия (фр. 10e division d'infanterie) — пехотная дивизия Франции периода наполеоновских войн.

## Подчинение и номер дивизии
- 1-я пехотная дивизия Рейнского обсервационного корпуса (19 апреля 1811 года);
- 1-я пехотная дивизия обсервационного корпуса Берегов Океана (24 мая 1811 года);
- 10-я пехотная дивизия 3-го армейского корпуса Великой Армии (1 апреля 1812 года);
- 10-я пехотная дивизия 5-го армейского корпуса Великой Армии (8 сентября 1813 года).

## Состав дивизии
на июнь 1812 года:
- командир — дивизионный генерал Франсуа Ледрю дез Эссар
- начальник штаба — полковник штаба Анри Делааж
- 1-я бригада (командир — бригадный генерал Луи Жангу)
  - 24-й полк лёгкой пехоты (командир — полковник Шарль Белер)
  - 1-й элитный полк пехоты Португальского легиона
- 2-я бригада (командир — бригадный генерал Шарль Марьон)
  - 46-й полк линейной пехоты
- 3-я бригада (командир — бригадный генерал Жан-Батист Брюни)
  - 72-й полк линейной пехоты
  - 129-й полк линейной пехоты
    - Всего: 9900 человек, 16 батальонов, 14 орудий[1]

на октябрь 1813 года:
- командир — дивизионный генерал Жозеф Альбер
- 1-я бригада (командир — бригадный генерал Луи Башле)
  - 4-й временный полк лёгкой пехоты
  - 139-й полк линейной пехоты
- 2-я бригада (командир — бригадный генерал Эдме Бертран)
  - 140-й полк линейной пехоты
  - 141-й полк линейной пехоты
    - Всего: 3500 человек, 11 батальонов, 10 орудий[2]

на 25 января 1814 года:
- командир — дивизионный генерал Жозеф Альбер
  - 135-й полк линейной пехоты
  - 140-й полк линейной пехоты
  - 141-й полк линейной пехоты
  - 152-й полк линейной пехоты
  - 154-й полк линейной пехоты
    - Всего: 1450 человек, 10 батальонов[3]

## Командование дивизии

### Командиры дивизии
- дивизионный генерал Александр Легран (24 мая 1811 — 15 сентября 1811)
- дивизионный генерал Франсуа Ледрю дез Эссар (15 сентября 1811 — 5 марта 1813)
- дивизионный генерал Жан-Батист Жирар (5 марта 1813 — 4 мая 1813)
- дивизионный генерал Жозеф Альбер (4 мая 1813 — 12 мая 1814)